# Col du Pré
Der Col du Pré ist ein 1703 m hoher Pass im Département Savoie in den Französischen Alpen. Die Passstraße verbindet Beaufort im Nordwesten mit dem Col de Méraillet an der Straße zwischen Beaufort und dem Cormet de Roselend im Osten.

## Auffahrten
In Beaufort zweigt die Passstraße als D218a von der D925 ab und beginnt nach dem Überqueren des Doron bereits im Ort zu steigen. Nach mehreren Serpentinen führt sie im Tal der L’Argentine mit geringerer Steigung zur Ortschaft Arêches. Steiler werdend folgt sie der D218D, zweigt als kleinere Straße in Serpentinen ab und erreicht meist über Almwiesen nach 12,2 km die Passhöhe. Die letzten sieben Kilometer weisen dabei eine durchschnittliche Steigung von fast 10 % auf.
Im Osten beginnt die Strecke auf dem 1605 m hohen Col de Méraillet. Abfallend führt sie zum tiefsten Punkt auf der Staumauer des zum Lac de Roselend gestauten Doron. In Serpentinen ansteigend erreicht sie kurz vor der Passhöhe einen Punkt, der mit circa 1740 m wegen der Straßenführung höher liegt. Vom Col de Méraillet beträgt die Streckenlänge etwa 5,2 km, von der Staumauer 3,2 km.
Da beide Startpunkte der Passstraße auf der D925 liegen, ist sie eine Alternativroute zu dieser von Beaufort über den Col de Méraillet zum Cormet de Roselend führenden Strecke. Im Gegensatz zu dieser verläuft sie mehr durch Wiesen und offenes Gelände als durch Wald und bietet so mehr Ausblicke auf die Umgebung.

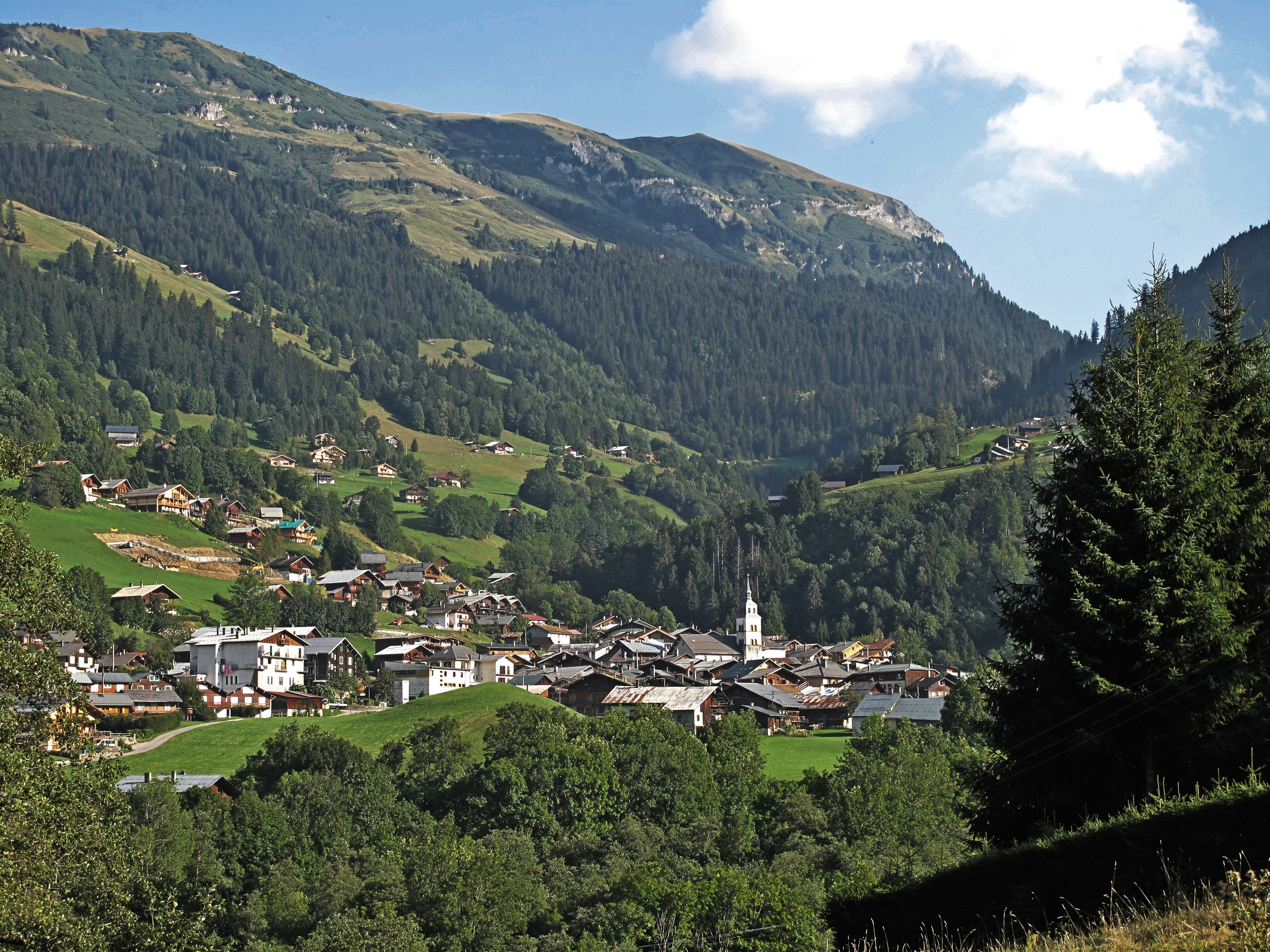
Arêches von der Straße nach Beaufort gesehen

## Radsport
Die Tour de France führte im Jahr 2018 auf der 11. Etappe erstmals über den Col du Pré, ehe es über den Cormet de Roselend zu einer Bergankunft nach La Rosière ging. Die Auffahrt über die anspruchsvolle Westauffahrt wurde damals der Hors Catégorie zugeordnet, ehe auf dem anschließenden Cormet de Roselend nur eine Bergwertung der 2. Kategorie abgenommen wurde. Als Erster Fahrer führte damals der Franzose Warren Barguil aus der Ausreißergruppe über die Passhöhe.
Die zweite Befahrung folgte im Jahr 2021, wobei der Col du Pré neuerlich in Kombination mit dem Cormet de Roselend absolviert wurde. Diesmal sicherte sich der Kolumbianer Nairo Quintana die meisten Punkte im Kampf um die Bergwertung.
Im Rahmen der 19. Etappe kehrte der Col du Pré bei der Tour de France 2025 ins Programm des größten Radrennens der Welt zurück. Er diente zum dritten Mal als Auffahrtsmöglichkeit auf den Cormet de Roselend, ehe die abschließende Bergankunft des Rennens in La Plagne stattfand.
| Jahr | Etappe     | Bergwertung  | Sieger         | Auffahrt            |
| ---- | ---------- | ------------ | -------------- | ------------------- |
| 2018 | 11. Etappe | HC-Kategorie | Warren Barguil | West (über Arêches) |
| 2021 | 9. Etappe  | HC-Kategorie | Nairo Quintana | West (über Arêches) |
| 2025 | 19. Etappe | HC-Kategorie | Lenny Martinez | West (über Arêches) |